# هوارد ر. باين
هوارد ر. باين (بالإنجليزية: Howard R. Bayne)‏ هو مؤرخ وسياسي أمريكي، ولد في 11 مايو 1851 في وينشستر في الولايات المتحدة، وتوفي في 13 مارس 1933 في الولايات المتحدة. حزبياً، نشط في الحزب الديمقراطي. وقد انتخب عضو مجلس ولاية نيويورك.